# Etnolingvistika
Etnolingvistika (včasih imenovana tudi kulturna lingvistika) je področje lingvistike, ki proučuje odnos med jezikom in kulturo ter načine, kako različne etnične skupine dojemajo svet. Je kombinacija lingvistike in etnologije. Slednja se nanaša na način življenja celotne skupnosti, tj. vse karakteristike, po katerih se ena skupnost razlikuje od ostalih. Te karakteristike določajo kulturne vidike skupnosti ali družbe.
Etnolingvisti proučujejo, kako dojemanje in konceptualizacija vplivata na jezik, in prikazujejo, kako je to povezano z različnimi kulturami in družbami. Primer tega je lahko, kako je prostorska orientacija izražena v različnih kulturah. V več družbah besede za smeri neba 'vzhod' in 'zahod' izvirajo iz izrazov za sončni vzhod in zahod. Nomenklatura za smeri neba govorcev inuitskega jezika v Grenlandiji pa je zasnovana na geografskih razpoznavnih znakih, kot na primer sistem rek in/ali položaj na obali. Jezik plemena Yurok na primer ne vsebuje niti ideje o smereh neba; orientirajo se glede na njihovo glavno geografsko značilnost, reko Klamath.
Sorodnost kulture in jezika se kaže kot podoben funkcijski znakovni sistem. Jezik in kultura pogosto nastopata kot dopolnjujoča se in podvajajoča se drug drugega: enaki pomeni se izražajo verbalno ali obredno ali predmetno, glavna razlika med jezikom in kulturo pa je predvsem neenak karakter uporabljenih znakov: znaki naravnega jezika (besede, morfemi, gramatične forme itd.) se kažejo kot jezikovne enote, ki niso drugače uporabljene, kultura pa široko uporablja tudi znake, ki imajo drugačne, nespecializirane pomene (npr. v obredih uporabljeni pomožni predmeti). Tudi meja med jezikovno in kulturno semantiko ni ostra; odvisna je od razumevanja semantike besede (tudi konotativnih komponent).

## Zgodovina
Termin etnolingvistika se je pojavil konec štiridesetih in v začetku petdesetih let 20. stoletja v Združenih državah Amerike. V samostojno humanistično šolo pa se je razvila v Evropi, kolikor je v 70-ih letih 20. stoletja opredelila svoj predmet in objekt, svoje meje, soodnose z drugimi disciplinami.

### Moskovska etnolingvistična šola
Moskovsko etnolingvistično šolo je zasnoval Nikita Iljič Tolstoj (1928–1996) v začetku 70-ih let 20. stoletja. Njena glavna značilnost je prenos lingvističnih metod na raziskovanje narodne kulture Slovanov s poudarkom na zgodovinskem in genetičnem vidiku raziskav. N. I. Tolstoj je pri opredelitvi etnolingvistike osmislil oba dela besede: etno- pomeni, da tradicionalno narodno kulturo preučujejo v etnoloških, regionalnih in »dialektnih« oblikah, na katerih se rekonstruira praslovansko stanje; -lingvistika ima trojni pomen: pomeni, da je glavna iztočnica za preučevanje tradicionalne kulture jezik, da kulturo razumejo – tako kot jezik – kot sistem znakov, kot semiotični sistem ali kot jezik v semiotičnem smislu, da uporabljajo veliko lingvističnih pojmovanj in metod. Podal je tudi dve opredelitvi etnolingvistike: ožja opredelitev etnolingvistiko uvršča kot usmeritev jezikoslovja, v kateri raziskovalec opazuje soodnos ter povezave jezika in duhovne kulture, jezika in mentalitete, jezika in folklornega ustvarjanja, njihove vzajemnosti ter različne korespondence; ker gre za opredelitev znotraj jezikoslovja, je objekt raziskave jezik in njegov odnos do kulture; širša opredelitev etnolingvistike zavzema ves nabor vsebin kulture, narodne psihologije in mitologije, neodvisno od sredstev in možnosti njihovega formalnega izražanja ter vključuje dialektologijo, jezik slovstvene folklore in del zgodovine jezika –  skratka vse vidike raziskovanja jezika kot družbenega pojava. Tolstoj in sploh moskovska etnolingvistika v svojih delih razvije drugo, širšo opredelitev raziskovanja z namenom raziskovati slovansko duhovno kulturo na osnovi podatkov iz jezika, slovstvene folklore, vraž in obredov vseh slovanskih narodov. Predmet takega raziskovanja ni samo folkloristika, temveč tudi druge forme in substance (npr. predmeti pri obredih), v katerih je izražena kolektivna zavest, narodova mentaliteta, 'slika sveta' – objekt takega raziskovanja je vsa narodna kultura, vsi vidiki, žanri in forme: verbalni (besedišče in frazeologija, paremiologija, folklorni teksti), akcionalni (obredi), mentalni (verovanja). Gre za antropološki pogled na kulturo in jezik, ki je značilen za vso humanistiko današnjega časa.
Moskovska etnolingvistična šola je izdala slovar v petih zvezkih Slovanske starožitnosti. Podoben etnolingvistični slovar izdajajo poljski znanstveniki pod imenom Slovar slovanskih starožitnosti.

## Zunanji viri
- Cultural Linguistics
- Toward a Theory of Cultural Linguistic
- Applied Cultural Linguistics
- Cultural Linguistics: Farzad Sharifian's Inaugural Professorial Lecture  Arhivirano 2012-04-26 na Wayback Machine.